# IC 2633
IC 2633 ist eine Galaxie vom Hubble-Typ S im Sternbild Löwe an der Ekliptik. Sie ist schätzungsweise 508 Millionen Lichtjahre von der Milchstraße entfernt.
Das Objekt wurde am 27. März 1906 von Max Wolf entdeckt.